# 고스트 트릭
《고스트 트릭》은 캡콤이 제작한 어드벤처 게임이다. 닌텐도 DS용으로 개발돼 2010년 6월 19일 일본서 처음 출시됐으며, 서양 지역에선 2011년 《고스트 트릭: 팬덤 디텍티브》라는 제목으로 발매됐다. 《역전재판》 시리즈의 총괄제작자 타쿠미 슈가 기획하고 시나리오를 집필했다.
게임의 주인공은 이야기 시작 직전에 사망한 시셀로, 그가 살아있을 적의 자신과 그를 살해한 범인에 대한 단서를 찾기 위해 하룻밤동안 도시 전역을 다니는 이야기를 그린다. 플레이어는 시셀이 유령이 되면서 얻은 '고스트 트릭'을 활용해 현실 세계와 상호작용해 사건을 해결해야 한다.
2010년 고화질 터치스크린에 대응하는 iOS 이식판이 출시됐다. 2023년에 HD 그래픽으로 개선한 리마스터판이 닌텐도 스위치, 플레이스테이션 4, 엑스박스 원 및 마이크로소프트 윈도우로 발매됐다.

## 반응

### 평론
《고스트 트릭》은 리뷰 애그리게이터 웹사이트 메타크리틱에서 닌텐도 DS판이 83/100점, iOS판이 87/100점을 기록해 "대체적으로 긍정적인 평가"를 받았다. 일본 잡지 〈패미통〉은 닌텐도 DS판에 34/40점을 매겼다.

### 수상
| 연도 | 상                          | 종목                            | 결과 | 각주   |
| ---- | --------------------------- | ------------------------------- | ---- | ------ |
| 2011 | 골든 조이스틱 어워즈        | 최고의 액션/어드벤처 게임       | 후보 | [ 27 ] |
| 2011 | 골든 조이스틱 어워즈        | 최고의 전략 게임                | 후보 | [ 27 ] |
| 2011 | 스파이크 비디오 게임 어워즈 | 최고의 휴대용/모바일 게임       | 후보 | [ 28 ] |
| 2012 | 애니상 39회                 | 최고의 애니메이티드 비디오 게임 | 후보 | [ 29 ] |
| 2012 | D.I.C.E. 어워즈             | 올해의 휴대용 게임              | 후보 | [ 30 ] |

## 참조

### 내용주
1. ↑  영어: Ghost Trick, 일본어: ゴースト トリック
2. ↑  영어: Ghost Trick: Phantom Detective